# 2025年3月ベルゴロド州侵攻
2022年ロシアのウクライナ侵攻中の2025年3月18日、モスクワ時間午前5時50分頃、ウクライナ軍はロシアへの越境作戦を開始した。ウクライナ軍はベルゴロド州に侵攻し、ロシア軍と交戦した。

## 侵攻
2025年3月18日、ロシア国防省は、ウクライナ軍が日中に5回の攻撃を行ったと主張した。
3月19日、ウクライナ軍はプリレシエ北西に前進した。さらに3月20日、ウクライナ軍参謀本部は、ベルゴロド州デミドフカ近郊のロシア軍部隊司令部の破壊に成功したと発表した。
ベルゴロド州のヴャチェスラフ・グラトコフ知事は、「クラスノヤルジスキー地区は依然として厳しい状況にある」と述べ、同地区での砲撃で兵士1人が死亡、4人が負傷したことを明らかにした。
ロシア国防省は、ウクライナがクルスク攻勢を開始したときと同様に、ウクライナ軍は撤退を余儀なくされたと発表した。一連の越境作戦に対してロシアは報復として、30回の空爆とミサイル攻撃、13回の戦闘ヘリコプターによる攻撃、イスカンデル短距離弾道ミサイル・システムの発射1回、タルナード-S多連装ロケット・システムによる攻撃1回、TOS-1A重火炎放射器システムによる攻撃2回を行った。報復攻撃は、国境から約5-6マイル離れた、スームィ州で活動するウクライナ軍部隊に行われた。

## 反応

### ロシア
ロシア国防省は、「この攻撃はドナルド・トランプ米大統領の和平構想を貶めるために行われた 」と主張した。